# Вибух у Стамбулі 12 січня 2016 року
Вибух у Стамбулі 12 січня 2016 року — терористичний акт на площі Султанахмет в історичному центрі міста Стамбул. Вибух стався о 10:00 ранку за місцевим часом. В результаті вибуху загинули щонайменше 10 людей, в тому числі 8 громадян Німеччини та 1 громадянин Перу, поранено 15, в тому числі 9 громадян Німеччини, які перебувають у тяжкому стані, та 1 громадянка Перу.
Президент Туреччини Реджеп Таїп Ердоган заявив, що вибух у центрі Стамбула здійснив сирійський терорист-смертник.
Після вибуху турецька влада встановила заборону на публікацію в ЗМІ будь-якої інформації про вибух у Стамбулі.
Теракт здійснив бойовик Ісламської держави, який прибув до Туреччини як емігрант і був невідомий турецьким спецслужбам.
Після теракту турецькі спецслужби затримали в Антальї трьох росіян, яких підозрюють у зв'язках з терористичною організацією «Ісламська держава» та причетності до теракту.